# Галилеев спусковой механизм часов

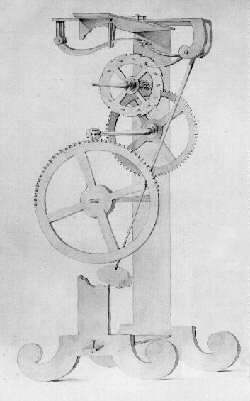
Оригинальный рисунок маятниковых часов Галилея, включающих спусковой механизм (ок.1637)

Галилеев спусковой механизм часов — изобретение итальянского ученого Галилео Галилея, сделанное им примерно в 1637 году.
Галилей начал исследовать свойства маятников примерно с 1602 года и вскоре пришёл к выводу, что период качания маятника зависит от его длины, но не зависит от массы, и это свойство маятников можно использовать для отмеривания равных промежутков времени (например, в научных экспериментах или в музыке).
Существовавшие до XVII века механические часы, использовавшие в своей конструкции маховик, были очень неточными. Использование в часах маятника могло значительно повысить точность их хода.
В 1637 году, когда Галилею было 73 года, он пришёл к идее создания спускового механизма часов — механизма, который обеспечивает равномерное расходование энергии, запасённой в пружине или гире. Поскольку к этому времени Галилей ослеп, он продиктовал описание устройства своему сыну Винченцо, который нарисовал эскиз спускового механизма. Студент и биограф Галилея Винченцо Вивиани описывает это следующим образом:

Однажды в 1641 году, когда я жил с ним на своей вилле в Арчетри, ему в голову пришла идея, что маятник может быть приспособлен к часам с пружиной таким образом, что естественные движения маятника устраняли бы все недостатки в ходе часов. Но поскольку он был лишён зрения и не мог самостоятельно сделать рисунки и модели к своему изобретению, он вызвал своего сына Винченцо из Флоренции и обсудил с ним свою идею. В конце концов они решили реализовать нарисованную схему на практике, чтобы узнать о проблемах, которые, как правило, не предусмотрены в теории.— 
Винченцо Галилей начал изготовление прототипа этого устройства, но не успел завершить его до смерти отца в 1642 году. Первые часы с маятником были изготовлены в 1657 году голландским учёным Христианом Гюйгенсом.
После создания часов с маятником этот вид часов оставался наиболее точным в течение трёх веков, до 1930-х годов.